# 別府市民球場
別府市民球場（べっぷしみんきゅうじょう）は、大分県別府市の実相寺中央公園にある野球場。条例上の正式名称は別府市営市民球場（べっぷしえいしみんきゅうじょう）であるが、一般には別府市民球場と呼ばれるほか、別府稲尾球場とも呼ばれる。別府市が施設の運営管理を行っている。

## 概要・歴史
別府市には過去に青山町に別府市営球場（1931年竣工）があったが、施設老朽化などを理由に2001年に閉鎖された。跡地は2008年のチャレンジ!おおいた国体の会場として使用する体育館の建設地となり、2005年に別府市総合体育館（べっぷアリーナ）が竣工した。
別府市民球場はその代替施設として計画されたものである。建設中の2006年10月18日には、別府市出身でかつて西鉄ライオンズ（現埼玉西武ライオンズ）の黄金時代に「鉄腕」と称されエースとして名を馳せた稲尾和久の功績を伝えるため、市内の政財界関係者が、市に対して球場の愛称を“稲尾記念球場”とし、場内に稲尾に関する資料施設の開設を働きかける「稲尾記念館推進委員会」が発足した。同日、別府市の名誉市民でもある稲尾は浜田博市長と会談した後「記念館で観光客を呼び、故郷に恩返しをしたい」と想いを語り、また福岡県福岡市の自宅に所蔵していたユニフォームやトロフィーなどについても「墓に持っていける物ではない。後世に残し、野球への情熱につながれば男冥利に尽きる」と市に寄附する意向を示し、市もこれを受けて資料施設の開設を決定、設置費用の一部は地元有志からの寄附の他、市民からも募金を募って賄われることになった。
こうして市民球場は2007年10月に竣工した。フィールド部分全体は阪神甲子園球場を参考に設計されており、ファウルエリアの面積や内野の土、外野の天然芝なども甲子園に準じている。なお両翼・中堅の距離は大分県内初めて、プロ野球規格を充足している。10月2日に執り行われた落成記念式典には稲尾本人も出席。メインスタンド正面ロビーには稲尾の投球フォームをモチーフにしたブロンズ像が建立され、またメインスタンド1階には稲尾の足跡をたどる資料コーナー「稲尾記念館」が併設された。さらに式典当日には、西鉄が読売ジャイアンツ（巨人）を3連敗の後に4連勝して下し、3年連続日本一に輝いた1958年10月21日の日本シリーズ第7戦（後楽園）のスコアをスコアボード上で再現する、粋な演出も行われた。
同年大分県内で開催された天皇賜杯全日本軟式野球大会では試合会場の一つとなり、これが球場開きとなった。今後は高校野球などアマチュア野球の公式戦の他、プロ野球の二軍公式戦を誘致する方針である。
九州アジアリーグの大分B-リングスが、発足3年目となる2023年に当球場での公式戦を初めて企画し、6月13日に最初の試合が実施された。2024年は大分の主催試合がない代わりに、北九州下関フェニックス主催の公式戦（相手は大分）が1試合予定されていたが、予定された日程は天候不順で中止となり他球場に振替となった。

## プロ野球開催実績
イースタンリーグ・ウエスタンリーグ交流戦
- 2008年4月26日読売ジャイアンツ7-1福岡ソフトバンクホークス　観衆：3,980人
- 2016年9月3日 読売ジャイアンツ3－17福岡ソフトバンクホークス　観衆：1,688人

## 主なエピソード
- 前述の落成記念式典に出席した稲尾は「この市民球場を通して、別府や大分の子供たちの野球を支援していきたい」と故郷の野球振興に意欲を燃やし、式典後には実際にマウンドに上がって感触を試すなど元気な姿を見せていた。しかし稲尾はその半月後に体調を崩し、翌11月13日に悪性腫瘍のため、70年の生涯を閉じた。
- 翌2008年4月13日、市は稲尾の功績を讃えて追悼記念植樹祭を行い、外野スタンド右中間部に遺族から寄贈されたケヤキの幼木1本（高さ約7m）が植樹された。根元に設置されたプレートには『鉄腕一代』と記されている。
- 同年4月26日、初のプロ野球の公式戦（イ・ウ交流戦）読売ジャイアンツ対福岡ソフトバンクホークス1回戦が、3,980人の観衆を集めて開催された。巨人は地元大分市出身の脇谷亮太が適時打を含む2安打を放つなど活躍。投げては先発の金刃憲人が7回1失点、3被安打9奪三振と好投し、2番手で登板した同じく地元大分市出身の川口容資は、最速147kmをマークするなどして打者2人を抑えた。巨人は2-1で迎えた8回にソフトバンクの2番手クリストファー・ニコースキーを攻め立てて一挙5点を挙げて突き放し、結局7-1で巨人が勝った。

## 施設概要
- 両翼：100m、中堅：122m
- 内野：クレー舗装、外野：天然芝
- 照明設備：なし
- スコアボード：イニングスコア部=磁気反転式、選手名等表示部=パネル式
- 収容人数：6,000人
  - メインスタンド：980席、障害者席19席、内野スタンド：1,820席、外野スタンド：約3,200人
- 隣接地にゲートボール場（2面）を併設

### 稲尾記念館
メインスタンド1階に設けられた資料コーナー。稲尾が現役時代に着用していたユニフォームやスパイク、表彰盾やトロフィーなど約90点の他、写真パネルも数多く展示されている。
- 入館料：無料
- 開館時間：8:30 - 19:00（4 - 9月）、9:00 - 17:00（10 - 3月）
- 休館日：年末年始（12月28日 - 1月3日）